# Nikolai Gogol
Nikolai Vasilievici Gogol (în ucraineană Мико́ла Васи́льович Го́голь, transliterat: Mîkola Vasiliovici Hohol; în rusă Никола́й Васи́льевич Го́голь; n. 20 martie/1 aprilie 1809, Sorocințî, Malorossia⁠(d), Imperiul Rus – d. 21 februarie/4 martie 1852, Moscova, Imperiul Rus) a fost un prozator și dramaturg, născut în Ucraina [de limbă.rusa ].
Gogol s-a afirmat ca un scriitor care urmărește să redea adevărul vieții, smulgând fără cruțare vălul somptuos de pe societatea nobiliaro-birocratică a timpului său. Bielinski a menționat, drept calitate principală a creației lui Gogol, „fidelitatea sa extraordinară față de realitate”, realismul său încă în 1835; Bielinski scria, în legătură cu nuvelele publicate în Arabescuri (Nevski Prospekt și Însemnările unui nebun), că „scena pe care se desfășoară acțiunea se lărgește și, fără ca autorul să părăsească iubita și minunata lui Ucraina, el caută de astă dată poezia în moravurile clasei de mijloc din Rusia. Și, Dumnezeule, ce poezie adâncă și puternică descoperă el aici!” (Eusebiu Camilar)

## Biografie

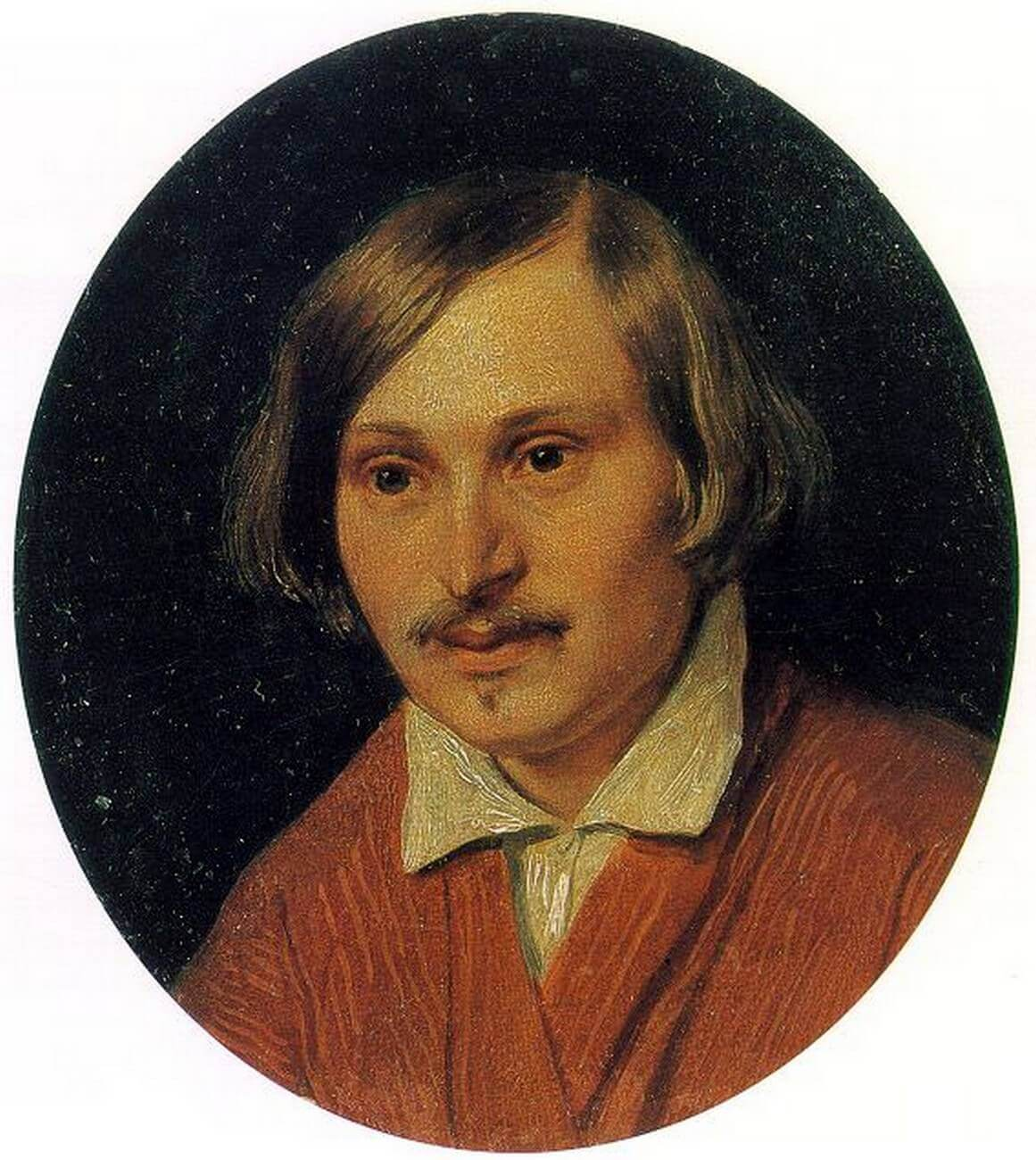
Portretul lui Nicolai Vasilievici Gogol

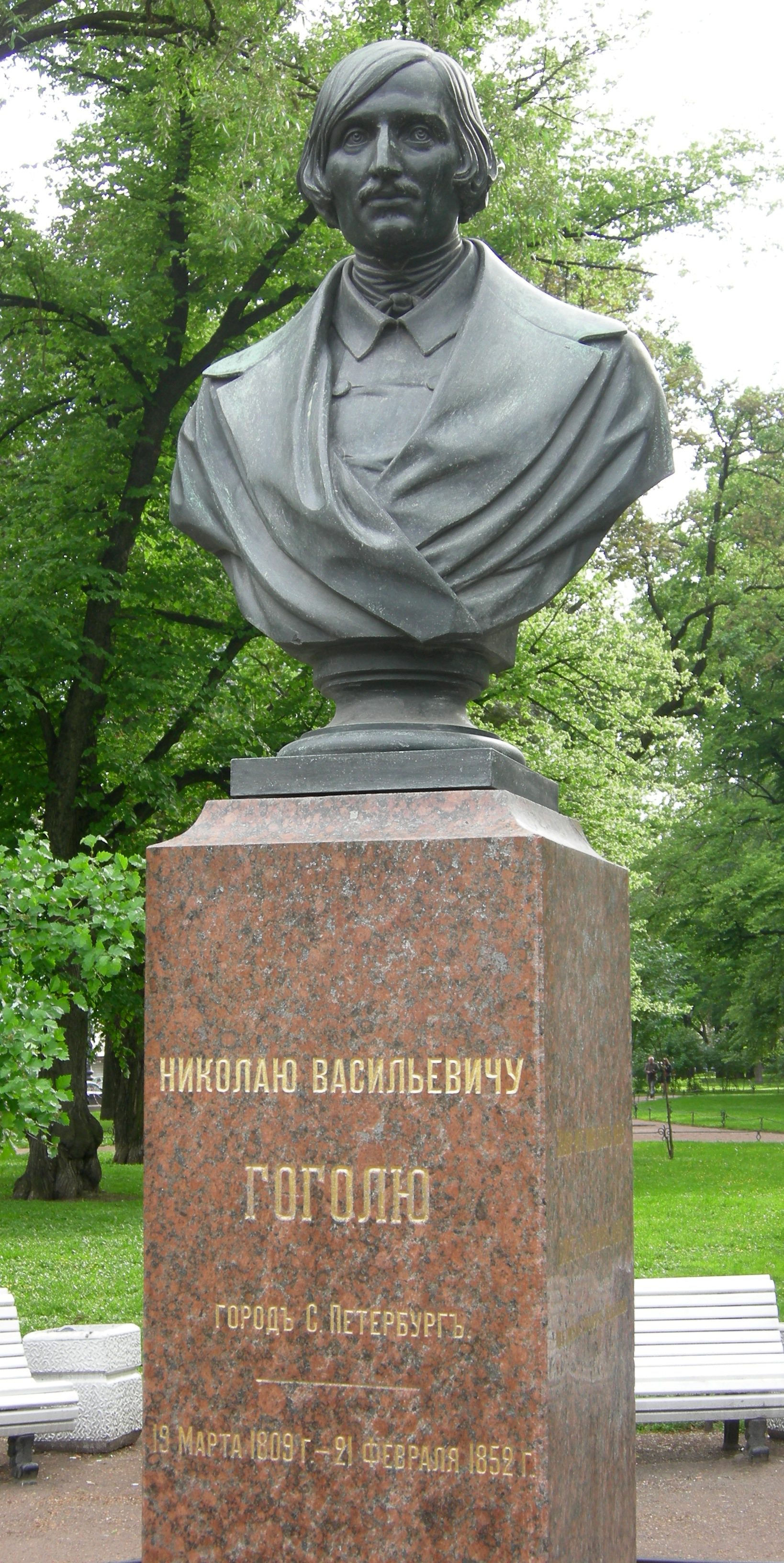

1809: La 20 martie (stil vechi), în localitatea Sorocinții Mari (ucr.Velikie Sorocințy, rus.Bolșie Sorocințî), se naște Nikolai Vasilievici Gogol.
1818-1819: Împreună cu Ivan, fratele său mai mic, învață la Școala județeană din Poltava.
1820-1821: Se pregătește și în particular cu un profesor de limba latină de la gimnaziul din Poltava.
La 1 mai 1821 (deci spre sfârșitul anului școlar) este mutat la Gimnaziul de științe superioare din orașul Nejin.
1828: La 27 iulie absolvă gimnaziul. La 13 decembrie, însoțit de un prieten, pleacă spre Petersburg, unde ajunge în ultimele zile ale anului. Încearcă, fără succes, să-și găsească o slujbă în capitală.
La 7 mai primește aprobarea cenzurii pentru tipărirea poemului Hans Küchelgarten (scris, după spusele sale, încă din 1827). Apariția acestei opere de tinerețe (semnată cu pseudonimul V. Mov) este întâmpinată cu recenzii nefavorabile în revistele „Moskovskii telegraf” („Telegraful Moscovei”) și „Severnaia pcela” ("„lbina Nordului”). Deziluzionat de eșec, Gogol retrage din librării exemplarele nevândute și le arde.
1830: În ianuarie traduce din franceză articolul „Despre comerțul rușilor la sfârșitul secolului al XVI-lea și începutul secolului al XVII-lea” care este acceptat, dar nu și publicat, de revista „Severnîi arhiv” („Arhiva Nordului”).
În numărul pe februarie și martie al revistei „Otecestvennîe zapiski” („Însemnări din patrie”), fără semnătură, i se tipărește povestirea Bisavriuk sau „Seara în ajun de Sînt-Ivan Kupala”; în lunile mai și iunie frecventează Academia Artelor, unde studiază pictura.
La 18 decembrie, cenzura aprobă tipărirea almanahului Severnîe țvetî na 1831 god („Florile Nordului pe anul 1831”) unde, cu semnătura „oooo”, Gogol publică un capitol din romanul istoric neterminat Hatmanul.
1831: La 1 ianuarie apare primul număr al revistei „Literaturnaia gazeta” („Gazeta literară”), unde, cu pseudonimul P. Glecik, Gogol publică un capitol din nuvela malorusă Mistrețul fioros și, cu pseudonimul G. Ianov, articolul „Câteva idei despre predarea geografiei la copii”.
La 16 ianuarie apare numărul 4 al aceleiași publicații, în care se tipărește articolul Femeia, prima scriere semnată cu numele de N. Gogol (în gimnaziu fusese cunoscut ca Gogol-Ianovski sau pur și simplu Ianovski,după numele străbunicului său Jan Gogol ).
Pe 20 mai, la o serată dată de Pletniov, Gogol face cunoștință cu Pușkin, cu care continuă să se vadă. În septembrie apare prima parte a Serilor în cătunul de lângă Dikanka.
1832: La începutul lui martie apare partea a doua a Serilor în cătunul de lângă Dikanka.
1834: În numărul pe februarie al „Gazetei Ministerului învățământului” se tipărește articolul lui Gogol, Planul de predare a istoriei universale. La 27 februarie, cenzura interzice tipărirea povestirii Banduristul sângeros, prevăzută a apărea în revista Biblioteka dlea citenia („Biblioteca pentru lectură”).
La 18 aprilie cenzura aprobă apariția părții a doua a almanahului Novosele („Casa nouă”), unde se tipărește, cu unele tăieturi, nuvela Cum s-a certat Ivan Ivanovici cu Ivan Nikiforovici.
1835: În ianuarie apare volumul Arabescuri, care, pe lângă nuvelele Nevski Prospekt, Portretul, Însemnările unui nebun, conține și 13 articole axate pe probleme de literatură, estetică, arhitectură, artă, istorie etc. În martie apare Mirgorod. Ambele volume sunt întâmpinate de Vissarion Belinski cu o scurtă recenzie binevoitoare în „Molva” („Opinia”).
1836: La 13 martie se obține aprobarea cenzurii pentru tipărirea numărului 1 al revistei „Sovremennik” („Contemporanul”), fondată de Pușkin; în acest prim număr Gogol publică nuvela Caleașca, fragmentul dramatic Dimineața unui funcționar (titlul schimbat de cenzură în „Dimineața unui om ocupat”), articolul Asupra mișcării literaturii din reviste în anii 1834 și 1835 și câteva recenzii mărunte. Tot aici se tipărește recenzia lui Pușkin la ediția a doua a Serilor în cătunul de lângă Dikanka.
1842: La 9 decembrie are loc premiera comediei Căsătoria la Petersburg. În această perioadă, deși gloria sa atinge apogeul, starea dispoziției psihice și fizice îi este din ce în ce mai precară.
1843: are loc premiera moscovită a comediilor Căsătoria și Jucătorii de cărți (Teatrul Mare, 5 februarie) și primul spectacol cu Jucătorii de cărți la Petersburg (26 aprilie).
1850: În primăvară Gogol o cere în căsătorie pe contesa Anna Vielgorskaia, care îl refuză.
1852: La 1 ianuarie, Gogol declară că volumul al doilea al Sufletelor moarte este gata. Starea sănătății i se înrăutățește.
La 4 februarie se hotărăște să înceapă un post mai lung și, după spusele doctorului care l-a îngrijit în ultimele zile, „și-a întrerupt lucrul la corectură, reducându-și la extrem hrana și somnul”. La 7 februarie se spovedește și primește împărtășania. Același doctor spune: „împărtășania nu l-a calmat: a rămas la fel de posomorât, în ziua aceea n-a vrut să mănânce nimic: și când, mai târziu, a mâncat o prescură, a început să-și zică lacom, afurisit, nerăbdător și s-a întristat foarte tare”. La 10 februarie scrie ultima scrisoare, mamei. Refuză orice medicament și postește în continuare. În noaptea de 11 spre 12 februarie arde manuscrisul volumului al doilea al Sufletelor moarte.
Moare la 21 februarie (4 martie - stil nou), la ora 8 dimineața.
La 25 februarie este înmormântat „unde a lăsat cu limbă de moarte să fie îngropat: în pământul unei mănăstiri, cea a Sfântului Daniil din Moscova”.
După închiderea mănăstirii de către regimul sovietic, rămășițele sale au fost reînhumate la cimitirul Novodevicii.

## Scrieri
- 1831/1832: Serile în cătunul de lângă Dikanka („Vecera na hutore bliz Dikanki”), povestiri în care fantasticul este susținut de farmecul local
- 1835: Taras Bulba, roman istoric, în care se remarcă conflictul dintre caractere și pasiuni
- 1835: Arabescuri („Arabeski”), nuvele în care visul și fantezia capătă valențele unui protest social
- 1836: Revizorul („Revizor”), capodoperă a dramaturgiei ruse, unde sunt combătute, sub forma umorului, moravurile de provincie din acea epocă
- 1842: Mantaua („Șinel”)
- 1842/1852: Suflete moarte („Mërtvîe duși”), capodopera lui Gogol, care unește epopeea cu satira, nefiind lipsite nici digresiunile lirice, iar prin analizele realiste întreprinse realizează tabloul complet al unei vieți sociale.[12]

## Însemnătate
Influența lui Gogol asupra literaturii ruse a fost imensă — a remarcat Bielinski în 1847 — Pe drumul arătat de el s-au avântat nu numai toate tinerele talente, ci și unii scriitori, care se bucurau deja de un renume, au pășit pe această cale, părăsind-o pe cea dinainte..

## Vezi și
- Vii (Вий), povestire de Gogol din 1833-1835.